# Gdańsk Południowy
Gdańsk Południowy – stacja kolejowa w Gdańsku, dawna stacja rozrządowa, obecnie stacja techniczna. Leży na 325 kilometrze linii kolejowej nr 9 Warszawa Wschodnia - Gdańsk Główny. 

## Położenie i funkcja
Stacja położona jest w południowej części Gdańska, w dzielnicy Orunia-Św. Wojciech-Lipce, przy granicy z dzielnicą Śródmieście, na pograniczu historycznych podjednostek: Stare Szkoty, Zaroślak, Oruńskie Przedmieście, Orunia nad Motławą. Leży pomiędzy ulicami Trakt św. Wojciecha, Sandomierską i Mostową. Północny kraniec stacji przylega do Opływu Motławy.
Bierze tu swój początek linia kolejowa nr 721, będąca łącznicą z linią kolejową nr 226 Pruszcz Gdański - Gdańsk Port Północny, która umożliwia bezpośredni ruch pociągów z Portu Północnego w kierunku Gdańska Głównego, Zaspy Towarowej i Gdyni. 
Na północnym krańcu stacji kończy się ślepo linia kolejowa nr 250, po której odbywa się ruch pociągów Szybkiej Kolei Miejskiej w Trójmieście. Linia ta jednak nie jest elementem stacji, nie posiada połączenia torowego. Znajduje się tam przystanek czołowy SKM Gdańsk Śródmieście. Natomiast na południe od stacji, na linii nr 9, położony jest przystanek osobowy Gdańsk Orunia.
Aktualny układ torowy stacji został ograniczony do 6 torów głównych. Istnieje rezerwa terenowa na perony. Wcześniej w tym miejscu planowany był węzeł przesiadkowy Czerwony Most dla południowych dzielnic Gdańska, integrujący kolej dalekobieżną, podmiejską, SKM, tramwaj i autobusy. Obecne Studium uwarunkowań i kierunków zagospodarowania przestrzennego miasta Gdańsk nie przewiduje już realizacji tej inwestycji, a co najwyżej samego przystanku osobowego SKM lub kolei podmiejskiej, bez tramwaju, stacji dalekobieżnej i rozległego węzła. Zamiast tego planowane jest przedłużenie linii SKM na południe miasta i przeprowadzenie jej po wschodniej krawędzi stacji, a następnie wiaduktem nad stacją, do południowo-zachodnich dzielnic Gdańska.
Na stacji znajduje się siedziba i baza Pomorskiego Przedsiębiorstwa Mechaniczno-Torowego, posiadająca obrotnicę kolejową. Ruch na stacji prowadzony jest z jedynej obecnie nastawni GP, która jest również posterunkiem przejazdowym dla przejazdu kolejowo-drogowego kategorii A w ciągu ul. Sandomierskiej.

## Historia
| nazwa stacji             | lata obowiązywania |
| Danzig Verschiebebahnhof | 1905 - 1921        |
| Danzig Rangierbahnhof    | 1921 - 1940        |
| Danzig Verschiebebahnhof | 1940 - 1945        |
| Gdańsk Przetokowy        | 1945 - 1947        |
| Gdańsk Południowy        | 1947 -             |

Stacja została otwarta jako stacja rozrządowa w 1905 r. na ówczesnej linii Gdańsk-Tczew, będącej odnogą Pruskiej Kolei Wschodniej Berlin-Królewiec. Miało to związek z budową Holmbahn czyli kolei na Wyspę Ostrów (niem. Holm). Była to ok. 10 kilometrowa linia towarowa prowadząca z centrum Gdańska (odgałęziająca się w miejscu stacji - obecna łącznica nr 721) na wschód, przez Orunię, Motławę, Olszynkę, Martwą Wisłę, do obsługi nabrzeży powstałego wtedy Kanału Kaszubskiego i Wyspy Ostrów przy pomocy promu kolejowego. 
Stacja była połączona z miastem od północy poprzez istniejącą do dziś Bramę Kolejową (linia do pierwszego w mieście dworca kolejowego Gdańsk Brama Nizinna), a także drogowo-kolejową Bramę Oruńską, rozebraną w 1927 r. W miejscu dawnej Bramy Oruńskiej do lat 60. XX wieku funkcjonował przystanek osobowy Gdańsk Biskupia Górka.
W latach 2011–13 stacja została gruntownie zmodernizowana w zakresie wymiany całości torowisk, modernizacji urządzeń SRK, przebudowie układu torowego (rozbiórka licznych, niezelektryfikowanych torów bocznych).

## Galeria

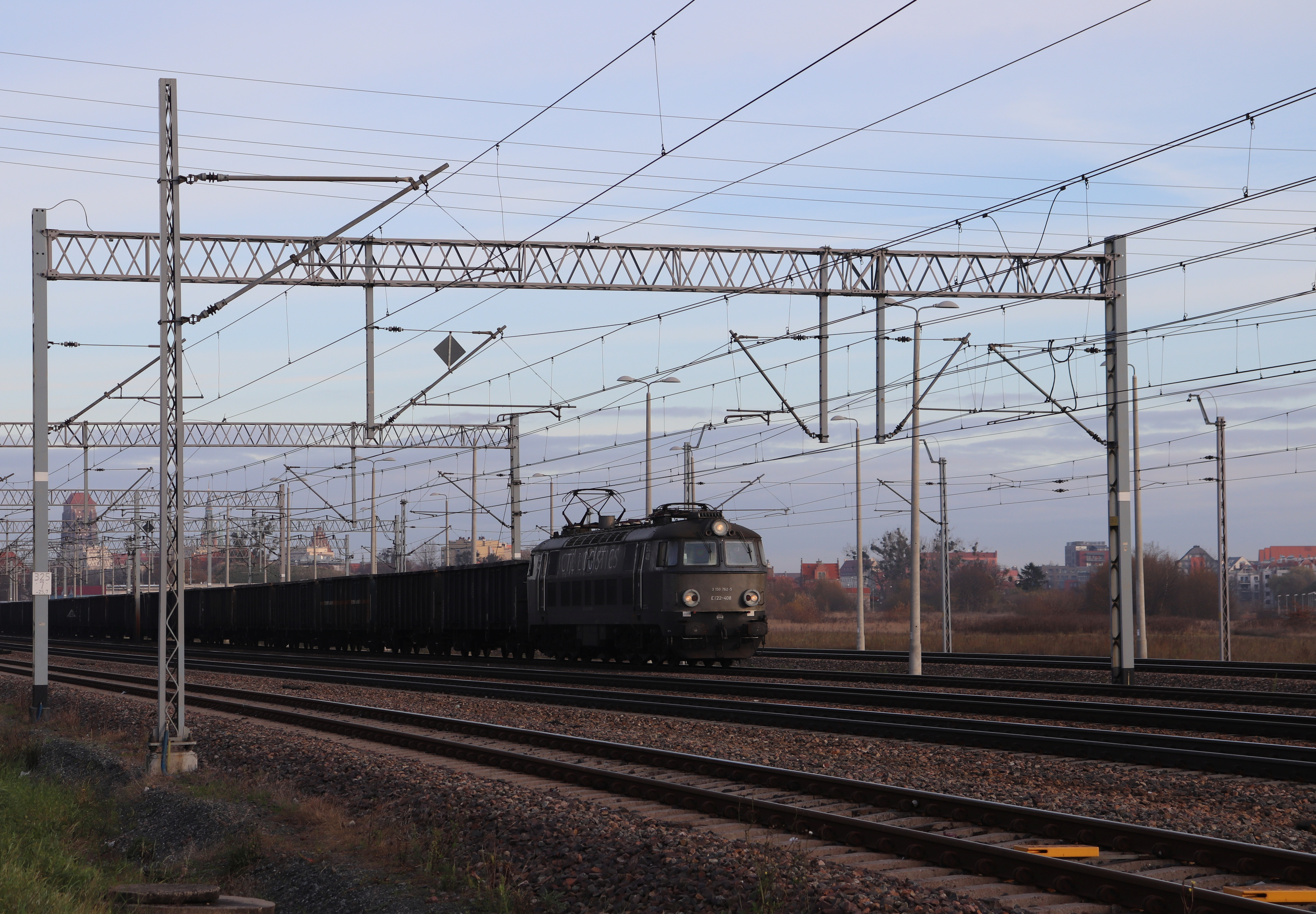
Tory stacyjne, widok w kierunku Śródmieścia
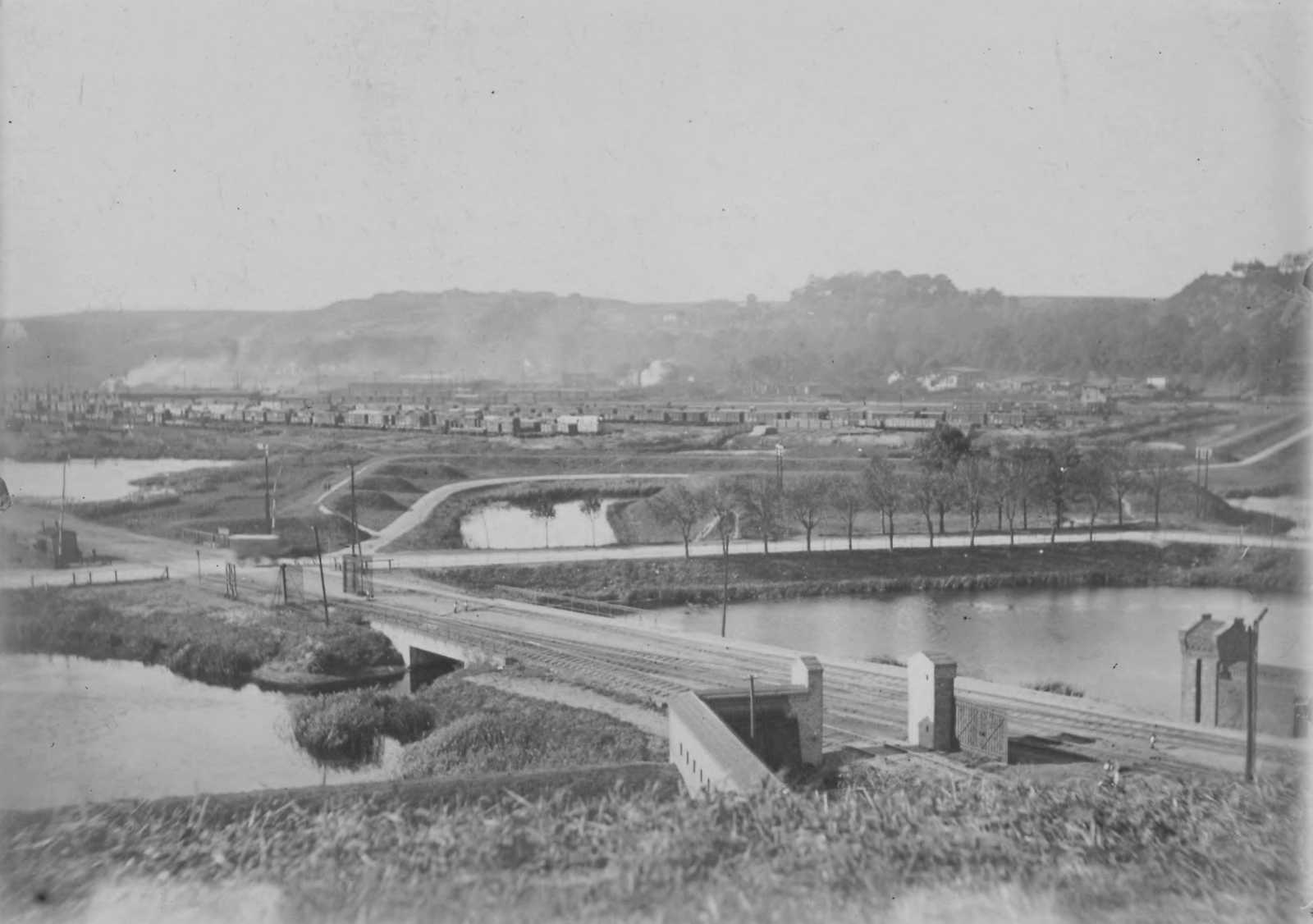
Wagony towarowe na północnym krańcu stacji, widziane z Bastionu Żubr, na dole Brama Kolejowa, 1921 r.
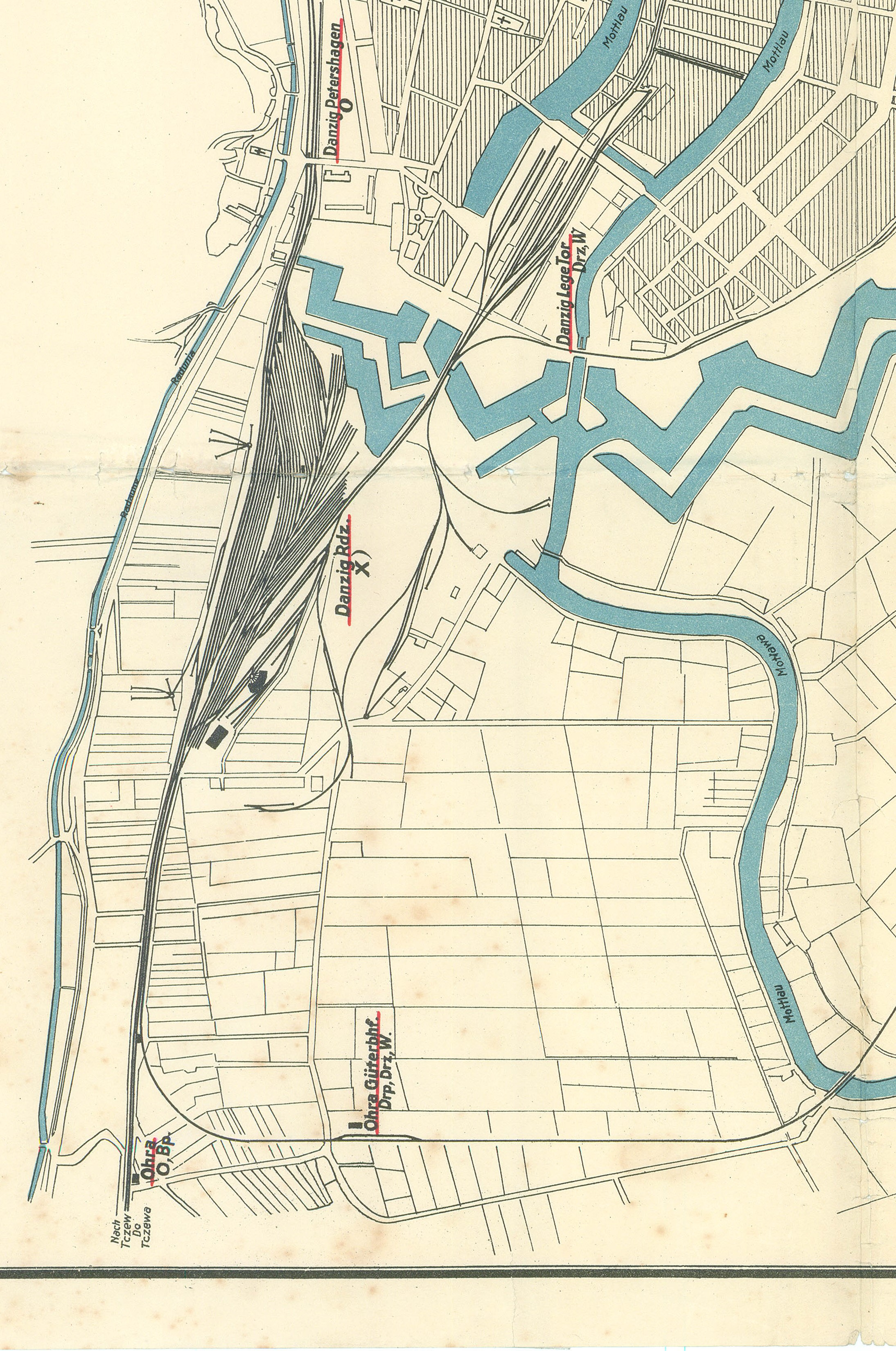
Mapa stacji z 1927 r. Widoczne liczne tory stacyjne i bocznice